# Baby Washington
Baby Washington (Bamberg (Carolina del Sur), 13 de noviembre de 1940) es una cantante de soul estadounidense.

## Biografía
Creció y pasó su juventud en Harlem. Comenzó a trabajar en distintos lugares a finales de los 50, pero no conoció la fama hasta que en 1956 se unió al grupo The Hearts, siendo fichadas por Neptune. Su éxito más importante en esta época fue "The Time". A principios de los 60 emprendió su carrera en solitario firmando con la discográfica Sue Records y consiguiendo en 1963 el éxito "That's How Heartaches Are Made". 
Ocasionalmente aparecía bajo su nombre real Justine Washington, y otras bajo el sobrenombre de Jeanette Washington. A lo largo de los 60s mantuvo un éxito equilibrado, pero ya en los 70 únicamente consiguió entrar en las listas con el tema "Only Those in Love".

## Discografía
| Año  | Título                         | Discográfica |
| ---- | ------------------------------ | ------------ |
| 1963 | That's how heartaches are made | Sue Records  |
| 1965 | Only those in love             | Sue Records  |
| 1968 | With you in mind               | Veep Records |
| 1969 | Soul of Baby Washington        | Veep Records |
| 1969 | Soulful Baby                   | Up front     |
| 1978 | I wanna dance                  | Up front     |
| 2005 | I've got a feeling             | EMI          |

- Datos: Q531243